# Intoxicación por litio

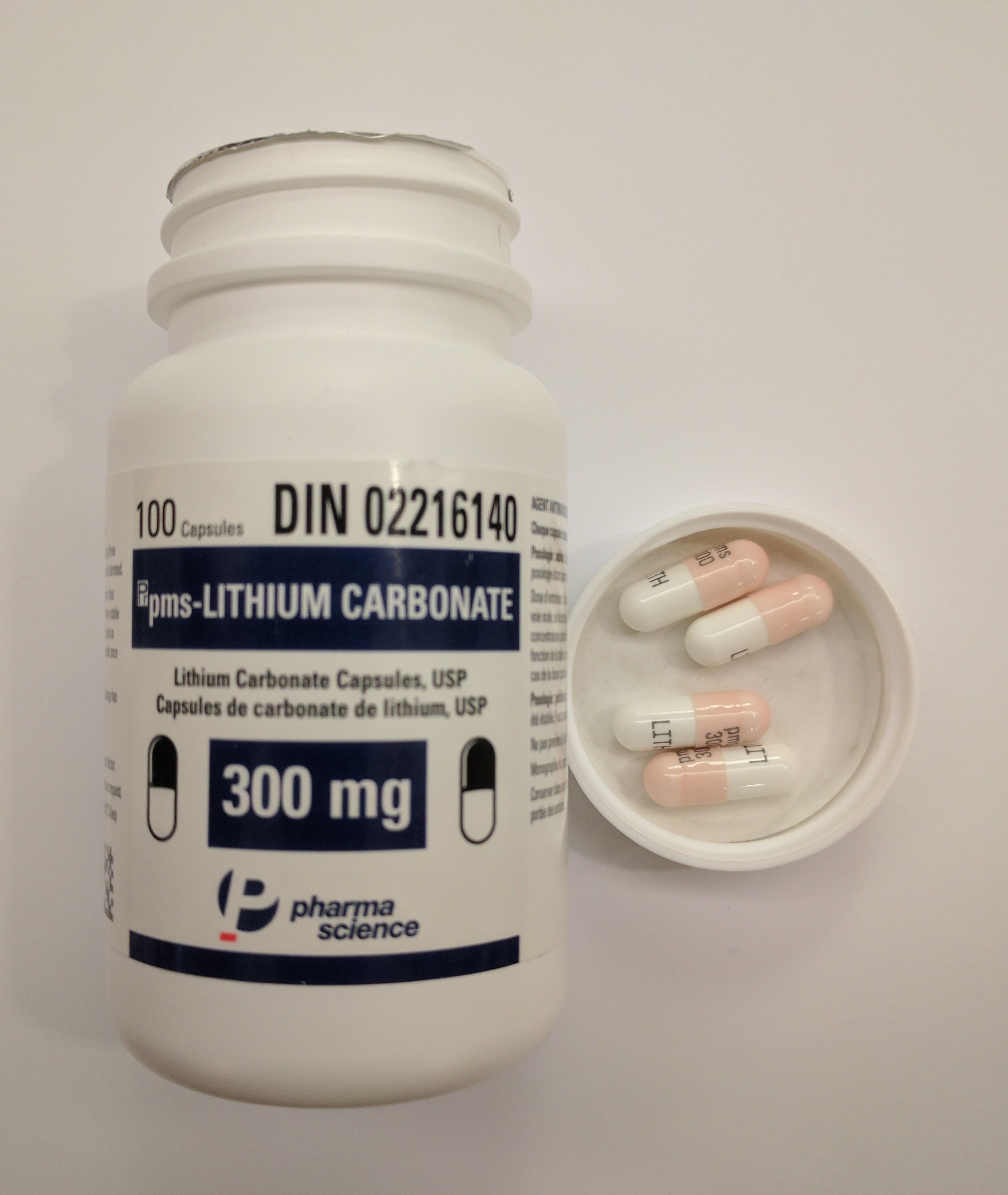
Cápsulas de litio

La intoxicación por litio esta viene dada principalmente por su uso como un eutimizante (carbonato de litio, sales de litio), de este modo, las personas que más riesgo tienen de intoxicarse son los pacientes psiquiátricos con peligro de suicidio, produciéndose unas 10 000 intoxicaciones por año, de las cuales 2000 acaban en muerte. El litio actúa a dos niveles, como agente normalizador sobre los sistemas funcionales hiperactivos en el sistema nervioso central (SNC), impidiendo las fluctuaciones excesivas del humor y a nivel intracelular, alterando la función de otros cationes mono y divalentes y múltiples procesos del funcionalismo intraneuronal.

## Toxicocinética
1. Absorción: completa. Biodisponibilidad del 95-100 %, aunque se han descrito diferencias interindividuales importantes en su absorción oral.
2. Distribución: no se une a proteínas plasmáticas. Se distribuye inicialmente en líquido extracelular, posteriormente y de forma gradual, se acumula en diferentes tejidos en proporción variable, alcanzando elevadas concentraciones en el sistema nervioso central (SNC), hueso, tiroides y cerebro. Volumen de distribución de 0.7-0.9 L/kg. Atraviesa la barrera hematoencefálica y placentaria (posible teratogenicidad).
3. Metabolismo: no se metaboliza.
4. Eliminación: mayoritariamente por orina (90 %) y en muy pequeña cantidad por heces. Vida media de eliminación según la función renal, siendo de 20-24 horas con función renal normal, 2-4 días en pacientes con terapia mayor a un año, 36 horas en pacientes geriátricos y 40-50 horas con insuficiencia renal.
5. Concentración normal/terapéutica: en suero/plasma 4,2-8,3 mg/L.[1]
6. Concentración tóxica: en suero/plasma 10 mg/L.[1]
7. Concentración letal/post mórtem: en sangre 14 mg/L; en suero/plasma 34 mg/L; en orina 40 mg/L.[1]

## Tipos de intoxicación
- Aguda: intencional o accidentalmente se ingiere demasiada cantidad de litio. Sobredosis.
- Crónica: se administra una pequeña cantidad de litio diariamente durante algún tiempo. Esto es en realidad bastante fácil de hacer, dado que la deshidratación, otras medicaciones y otras afecciones pueden interferir fácilmente con el litio en el cuerpo y hacer que este se acumule. Puede ocurrir también por una interacción con otros fármacos o por una disminución de iones sodio y de volumen circulante corporal.
- Crónica reagudizada: se administra litio todos los días para el trastorno bipolar, pero un día toma una cantidad adicional.[2]

La intoxicación con litio resulta una complicación frecuente si se administra a largo plazo en pacientes con trastornos del estado de ánimo incluso teniendo una concentración de litio sérico poco significativa, estos pacientes tienen una gran probabilidad de manifestar signos y síntomas de intoxicación grave si los comparamos con pacientes que sufren intoxicación aguda teniendo similares concentraciones de litio en sangre. Esto se debe a que en una intoxicación aguda, los niveles de litio no se correlacionan directamente con niveles en tejidos, hecho que si ocurre en pacientes con tratamiento de litio a largo plazo, por lo que la toxicidad crónica puede aparecer con bajas dosis de litio. 

### Factores que favorecen la intoxicación por litio
El litio es un fármaco de estrecho margen terapéutico, lo que significa que si está mal dosificado en seguida van a aparecer efectos tóxicos o infraterapéuticos. Las circunstancias que pueden alterar el margen terapéutico pueden ser varias, entre las que destacan la disminución de electrolitos como el sodio, o el volumen circulante corporal, lo que puede ocurrir con la administración de diuréticos. También puede deberse por una alteración en la función renal, ya que si el litio no se elimina será acumulado en el organismo. La insuficiencia cardíaca, el embarazo o el hipotiroidismo también pueden afectar al margen terapéutico del litio.

### Prevención de la intoxicación

#### Consejos
- Un exceso de sudor puede provocar intoxicación por la eliminación de agua e iones por lo que se recomienda beber de entre 2.5 a 3.5 litros de agua al día.
- Evitar la cafeína, ya que hace perder el agua corporal.
- Sal: retención de agua.

## Mecanismo fisiopatológico
El empleo en terapéutica del litio está basado en su acción en los trastornos bipolares, ejerciendo un doble efecto, por una parte como antidepresivo interviniendo como potenciador de la acción serotoninérgica, aumentando los niveles del ácido gamma-aminobutírico (GABA) y disminuyendo la sensibilidad de los receptores dopaminérgicos y beta-adrenérgicos. Y por otra parte como antimaníaco, mediante el aumento de la actividad de la monoamino oxidasa B (MAO-B), disminuyendo la transmisión catecolaminérgica, modifica la transmisión colinérgica, inhibe las hormonas tiroideas y prolonga la despolarización presináptica con el consiguiente enlentecimiento del reloj biológico.
La fijación del ion sobre la membrana celular o de los orgánulos celulares produce trastornos en su estructura que repercuten en su función. Se introducen en las membranas o en el interior de las células modificando su composición (intercambiándose con elementos que cumplen funciones fisiológicas; litio por potasio) de todo esto, se derivarán dichas alteraciones de la función incluso muerte celular. 

## Manifestaciones clínicas de la intoxicación
| Órgano o sistema                                  | Manifestación                                                                              |
| ------------------------------------------------- | ------------------------------------------------------------------------------------------ |
| Manifestaciones neurológicas                      | Temblor de manos, rigidez, nistagmo, ataxia                                                |
| Trastornos renales                                | Poliuria, polidispsia, insuficiencia renal                                                 |
| Trastornos cardiovasculares (intoxicación severa) | Síncope, cambios en la onda T, alteraciones en la conducción intraventricular              |
| Manifestaciones endocrinas                        | Hipotermia, hipertermia, hipotiroidismo, hiperparatiroidismo, hipercalcemia, hiperglucemia |
| Manifestaciones hematológicas                     | Leucocitosis, anemia aplásica                                                              |
| Manifestaciones neuromusculares                   | Miopatía, neuropatía periférica                                                            |

### Diagnóstico
Mediante las manifestaciones clínicas y por una litemia si sabemos que el paciente ha consumido litio o lo tiene recetado. La litemia es una determinación de litio en sangre total y no en plasma, debido a que el litio se encuentra acumulado en los eritrocitos.

## Tratamiento de la intoxicación
Es de suma importancia diferenciar si la intoxicación se ha producido por sobredosis (intoxicación aguda) o es crónica. En el caso de una intoxicación crónica, todos los pacientes con síntomas que hagan pensar en una intoxicación por litio deberían ser hospitalizados y valorados por un nefrólogo para una posible diálisis, incluso aquellos cuyos niveles séricos de litio se encuentren en los rangos terapéuticos de 0,6-1,2 mmol/L. El cuidado debe ser basado en los signos y síntomas clínicos de la intoxicación, así, aquellos pacientes con criterios clínicos de intoxicación moderada a severa, serán tratados en una unidad de cuidados intensivos. 
Si se trata de una intoxicación aguda por sobredosis hay que saber el tiempo que ha pasado desde la administración. Sí ha transcurrido poco tiempo se procede a un lavado gástrico para evitar la absorción del litio en el organismo, no se utilizaría carbón activo debido a su ineficacia en el caso del litio ya que no se adhiere al carbón activo. Por otra parte, hay que actuar sobre la fracción de litio que ya ha sido absorbida por el organismo, es decir, hay que intervenir sobre la sintomatología administrando potasio para mejorar las alteraciones electrolíticas ya que el potasio competirá con el litio por los sitios de unión, habrá que hidratar al intoxicado para tratar la deshidratación y en caso de aparecer convulsiones, se administrará diazepam. Las primeras medidas terapéuticas de urgencia serían administrar sal común o soluciones salinas vía parenteral si hay convulsiones.
En el caso de que el paciente esté muy grave se actuaría haciendo una diuresis y/o hemodiálisis. 
La diálisis, continúa siendo el tratamiento de elección en la intoxicación por litio para conseguir una rápida disminución de los niveles de litio sérico. La hemodiálisis además contribuye a mejorar los niveles de conciencia y los síntomas neurológicos, aunque también se han utilizado en algunos casos diuréticos con buenos resultados. 